# Октополис и Октлантис

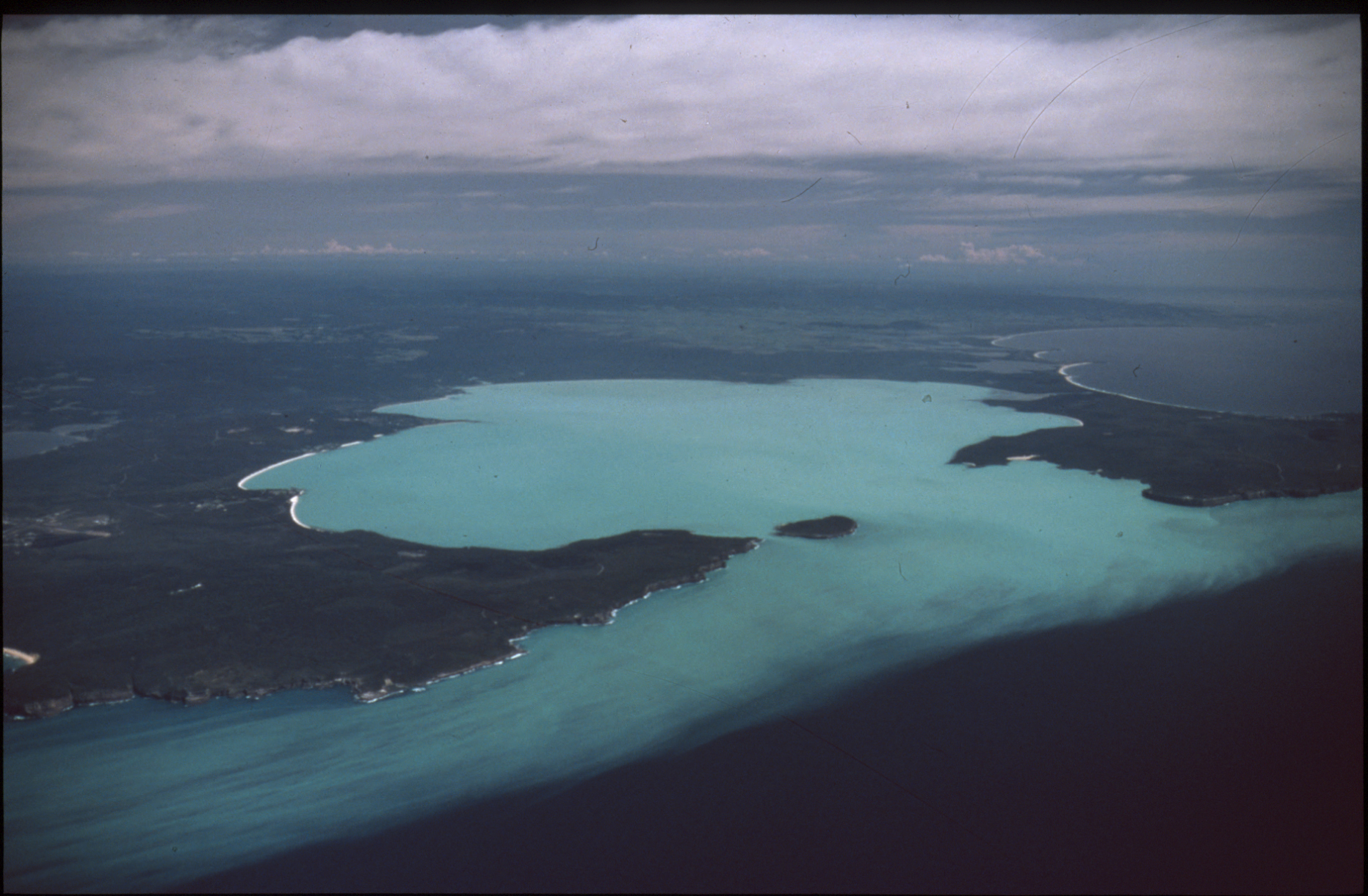
Джервис-Бей на востоке Австралии, где расположены оба поселения

Октополис и Октлантис (англ. Octopolis and Octlantis) — это два отдельных нерукотворных подводных поселения, построенных осьминогами вида Octopus tetricus в заливе Джервис-Бей на востоке Австралии. Первое поселение, которое биологи назвали Октополис, было обнаружено в 2009 году. Отдельные строения в Октополисе состоят из нор вокруг груды металлолома. В 2016 году было найдено второе поселение, построенное из ракушек и получившее название Октлантис.